# Thể thao định hướng

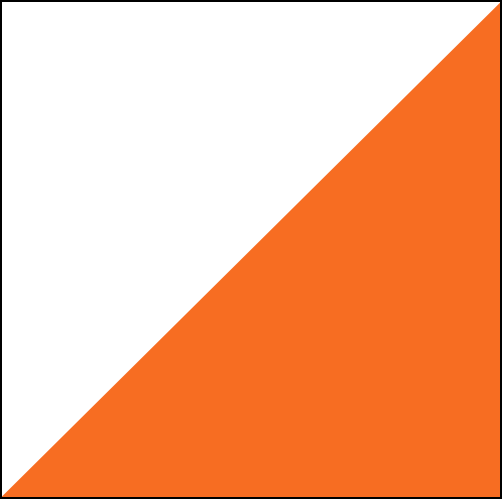
Biểu kỳ môn thể thao định hướng

Biểu tượng thể thao định hướng

Định hướng (tiếng Thụy Điển: Orientering) là nhóm các môn thể thao yêu cầu kỹ năng điều hướng bằng cách dùng bản đồ và la bàn để tìm hướng từ điểm này đến điểm khác trên các địa hình đa dạng và thường xa lạ trong khi di chuyển nhanh. Những người tham gia được phát một bản đồ địa hình, thường là một bản đồ định hướng được chuẩn bị đặc biệt dùng để tìm các chốt kiểm soát. Nguyên bản là bài tập huấn luyện về điều hướng trên bộ cho sĩ quan quân đội, thể thao định hướng phát triển thành nhiều biến thể. Trong số này, lâu đời và phổ biến nhất là chạy định hướng. Bài viết này cũng lấy chạy định hướng làm xuất phát điểm để triển khai cho tất cả các biến thể khác, nhưng gần như các môn thể thao tranh đua thời gian nào cần đến định hướng bản đồ đều là thể thao định hướng.
Thể thao định hướng được đưa vào thi đấu trong các sự kiện thể thao thế giới như Đại hội Thể thao Thế giới và Đại hội thể thao Cảnh sát và Phòng cháy chữa cháy Thế giới.

## Phân loại biến thể
Các môn thể thao định hướng luôn đặt tầm quan trọng của việc định hướng với một cách thức di chuyển cụ thể. Cách thức di chuyển sẽ xác định thiết bị cần thiết và chiến thuật, từng môn lại có luật thi đấu cụ thể và thiết kế lộ trình cần thiết.
Cơ quan cao nhất về các môn thể thao này là Liên đoàn Định hướng Quốc tế (International Orienteering Federation - IOF) hiện đang thống nhất bốn môn chính thức sau đây:
- Chạy định hướng (Foot orienteering - FootO[4] hoặc chỉ là Orienteering[5])
- Trượt tuyết định hướng (Ski orienteering - SkiO)[6]
- Xe đạp leo núi định hướng (Mountain bike orienteering - MTBO)[7]
- Đường mòn định hướng (Trail orienteering - TrailO)[8]

Ngoài ra, Liên minh Vô tuyến Nghiệp dư Quốc tế (International Amateur Radio Union - IARU) còn tổ chức môn định hướng sau:
- Tìm hướng vô tuyến nghiệp dư (Định hướng bằng sóng vô tuyến hoặc ARDF)[9] [bao gồm các biến thể Fox Oring[10] (kết hợp Fox hunting (săn cáo)[11] với Orienteering) và Định hướng bằng sóng vô tuyến trong khu vực hẹp (Radio Orienteering in a Compact Area - ROCA[12])]

Dưới đây là ví dụ một số môn thể thao định hướng, nhưng có thể không liệt kê hết:
- Bắn súng định hướng[13]
- Ca nô định hướng
- Ô tô định hướng
- Marathon núi
- Cưỡi (ngựa) định hướng
- Rogaining
- SportLabyrinth - vi định hướng

Đua xe mạo hiểm là sự kết hợp của hai hoặc nhiều bộ môn và thường bao gồm hoạt động định hướng trong cuộc đua.

## Cơ quan quản lý
Ở cấp độ quốc tế, Liên đoàn Định hướng Quốc tế (IOF) đặt ra quy tắc và hướng dẫn dành cho bốn môn thể thao định hướng: chạy, xe đạp leo núi, trượt tuyết và đường mòn. Trụ sở Liên đoàn đặt tại Thụy Điển và tuyên bố trên trang web của mình là nhằm mục đích "truyền bá, thúc đẩy sự phát triển môn thể thao định hướng, nâng cao tính thu hút để tham gia vào Olympic và Paralympic." IOF được Ủy ban Olympic Quốc tế IOC công nhận từ năm 1977.
Tại cấp quốc gia có các cơ quản lý môn thể thao định hướng riêng để đưa ra luật định cho quốc gia đó. Ví dụ, Liên đoàn Định hướng Anh (British Orienteering Federation) là cơ quan quản lý quốc gia của Vương quốc Liên hiệp Anh và Bắc Ireland, được thành lập năm 1967 và có 13 hiệp hội thành viên. Hầu hết các quốc gia đều có một số hình thức cơ quan quản lý cấp vùng, không can thiệp vào luật định nhưng có trách nhiệm hỗ trợ điều phối các câu lạc bộ trong vùng đó.
Ở cấp địa phương là các câu lạc bộ trực thuộc cơ quan quản lý quốc gia. Câu lạc bộ tổ chức sự kiện thông thường chào đón tất cả mọi người đến tham gia. Câu lạc bộ cũng có thể tổ chức tập luyện, huấn luyện và các giải xã hội. Nhưng cũng có các câu lạc bộ mang tính đóng sẽ giới hạn thành viên trong những nhóm cụ thể. Ví dụ, Câu lạc bộ Định hướng Quân đội Anh BAOC (British Army Orienteering Club) lúc trước chủ yếu là quân nhân Anh tham gia, sau đổi tên thành Beginners Advice to Orienteering Cubs (Lời khuyên cho người mới bắt đầu tham gia cúp định hướng) dành cho các đối tượng rộng rãi.
Các môn thể thao liên quan do những cơ quan quản lý khác như:
- Liên đoàn Rogaining Quốc tế (International Rogaining Federation - IRF) quản lý môn rogaining - định hướng đường dài xuyên quốc gia.[20]
- Hiệp hội quốc gia cưỡi ngựa định hướng cạnh tranh (National Association of Competitive Mounted Orienteering - NACMO) quản lý môn thi đấu Cưỡi (ngựa) định hướng tại Hoa Kỳ.[21]
- Liên minh vô tuyến nghiệp dư quốc tế IARU quản lý các môn Tìm hướng vô tuyến nghiệp dư ARDF.[9]

## Lịch sử
Lịch sử môn định hướng bắt đầu vào cuối thế kỷ 19 tại Thụy Điển, thuật ngữ "orientering" được sử dụng lần đầu tiên vào năm 1886 tại Học viện Quân sự Karlberg và có nghĩa là đi qua vùng đất chưa biết với sự hỗ trợ của bản đồ và la bàn. Nguồn gốc orientering có nghĩa là tìm phương hướng hoặc vị trí. Ở Thụy Điển, hoạt động định hướng đã phát triển từ huấn luyện quân sự về điều hướng trên bộ thành một môn thể thao thi đấu cho quân nhân, sau đó là cho dân thường. Ngày 31 tháng 10 năm 1897, cuộc thi định hướng dân sự đầu tiên để công chúng tham gia là tại Na Uy khi đó thuộc Liên minh chung giữa hai nước.
Ngay từ đầu, các thắng cảnh (tự nhiên hoặc nhân tạo) được chọn làm địa điểm thi đấu môn định hướng. Năm 1901, cuộc thi đấu định hướng dành cho công chúng đầu tiên ở Thụy Điển đã chọn các điểm kiểm soát có hai nhà thờ lịch sử là Nhà thờ Spånga và Nhà thờ Bromma (nhà thờ tròn).

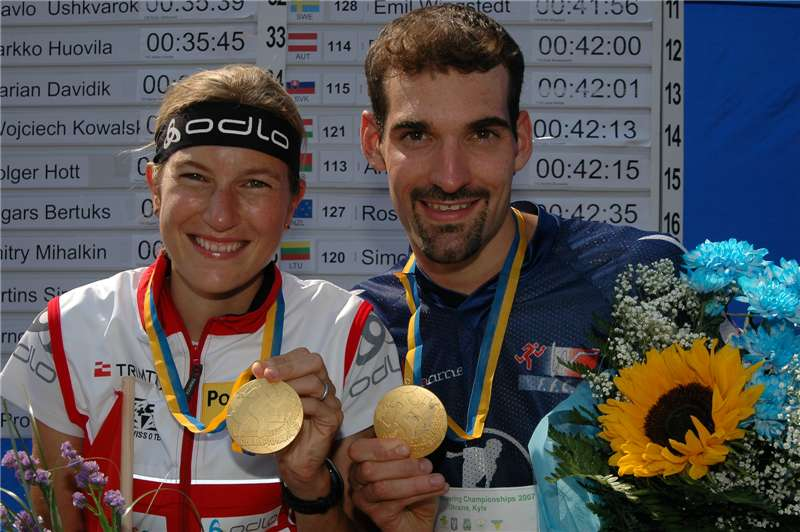
Giải vô địch định hướng thế giới 2007 tại Kiev, Ukraina. Người chiến thắng tại cự ly trung bình: Simone Niggli-Luder, Thụy Sĩ và Thierry Gueorgiou, Pháp

Với việc phát minh la bàn giá rẻ mà vẫn đáng tin cậy, môn thể thao này trở nên phổ biến trong thập niên 1930. Đến năm 1934, thu hút hơn một phần tư triệu người Thụy Điển tham gia, môn định hướng lan sang Phần Lan, Thụy Sĩ, Liên Xô và Hungary. Sau Chiến tranh thế giới thứ hai, môn định hướng lan rộng khắp Châu Âu, lan sang Châu Á, Bắc Mỹ và Châu Đại Dương. Năm 1959 tại Thụy Điển đã diễn ra hội nghị định hướng quốc tế với 12 quốc gia góp mặt (Áo, Bulgaria, Tiệp Khắc, Đan Mạch, Phần Lan, Đông Đức và Tây Đức, Hungary, Na Uy, Thụy Điển, Thụy Sĩ, Nam Tư). Năm 1961, các tổ chức định hướng đại diện cho 10 quốc gia Châu Âu đã thành lập Liên đoàn Định hướng Quốc tế (IOF). Kể từ đó, IOF hỗ trợ thành lập nhiều liên đoàn quốc gia. Đến năm 2021, IOF có 76 liên đoàn quốc gia thành viên. Các liên đoàn này tạo điều kiện phát triển cho giải vô địch quốc gia và thế giới. Giải vô địch thế giới lúc trước được tổ chức hai năm một lần, từ năm 2003 là diễn ra thường niên.
Trong suốt khoảng thời gian đó, thể thao định hướng vẫn phổ biến nhất ở Scandinavia. Hai giải thi đấu định kỳ lâu đời nhất được tổ chức từ thập niên 1940 (Jukola relay và Tiomila). Giải đấu định hướng thường niên lớn nhất O-Ringen bắt đầu từ năm 1965 thu hút khoảng 15.000 đối thủ cạnh tranh.
Thông thường, môn định hướng được tiến hành trên địa hình hoang dã. Nguyên bản tại Scandinavia thường là môi trường rừng, nhưng cũng phổ biến trên núi, đồng cỏ, đầm lầy và địa hình hỗn hợp khác. Chơi định hướng trong thị trấn đã phổ biến trong nhiều năm. Street-O ban đầu để chỉ thể thức kín, tính điểm, thường diễn ra vào ban đêm, dùng để tập huấn không chính thức. Street-O ở Venezia là cuộc thi đáng chú ý thu hút quốc tế tham gia đông đảo. Với các cuộc đua Park World Tour và những giải cao cấp khác (ví dụ: Giải vô địch thế giới) thường tổ chức trong khu vực đô thị cũng như việc phát triển kỹ thuật bản đồ vùng đô thị (ISSOM), từ giữa thập niên 2000, Street-O được đổi lại thành định hướng đô thị mang tính chính thức hơn với bản đồ đầy màu sắc và điểm đánh dấu điện tử. Hiện nay, giải này có thể được coi là thi đấu chính thức có xếp hạng quốc gia.

## Thi đấu và kết quả

### Khái niệm cơ bản

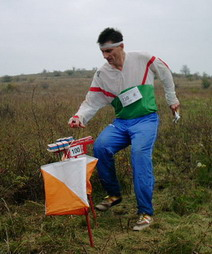
Vận động viên định hướng tại điểm kiểm soát

Thi đấu hay tranh đua nhằm kiểm tra kỹ năng định hướng, sự tập trung và khả năng chạy của các đối thủ. Cần có thể lực và tốc độ chạy nhanh để thi đấu thành công ở cấp độ cao hoặc quốc tế. Để đảm bảo sự công bằng giữa các đối thủ, bản đồ thường không được phát cho đến khi khởi tranh và thời điểm bắt đầu giữa các đối thủ thường chênh lệch dưới một phút.
Mục tiêu mỗi chặng là đi theo tuyến đường nhanh nhất giữa các điểm kiểm soát. Lộ trình nhanh nhất không phải lúc nào cũng ngắn nhất và có thể phụ thuộc nhiều vào việc lựa chọn lộ trình.

### Bản đồ

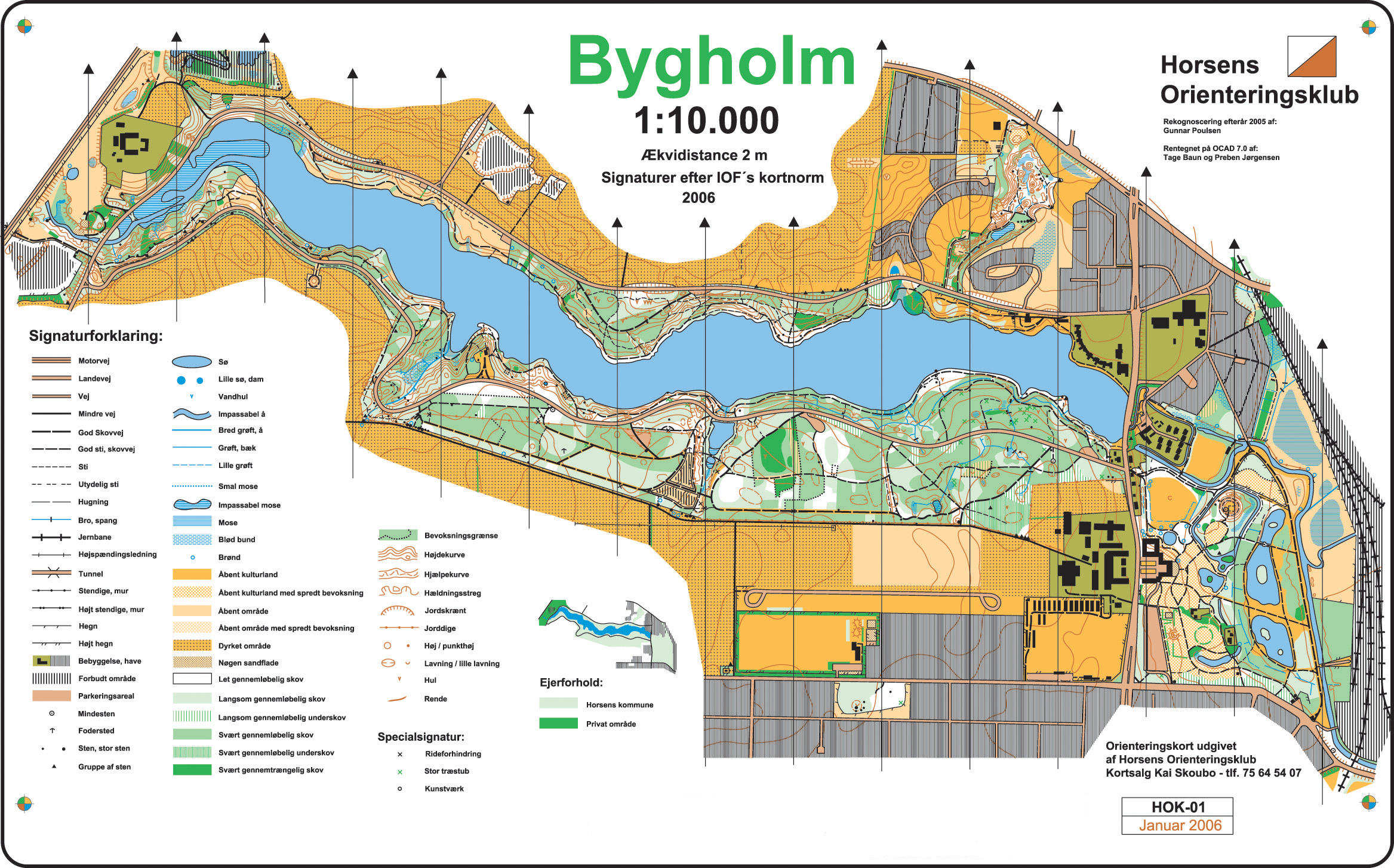
Bản đồ định hướng

Các cuộc thi định hướng sử dụng bản đồ định hướng được chuẩn bị đặc biệt. Đó là bản đồ địa hình chi tiết hơn nhiều so với bản đồ thông thường. Tỷ lệ bản đồ ISOM (International Specification for Orienteering Maps - Đặc điểm kỹ thuật quốc tế cho bản đồ định hướng) là 1:15.000 hoặc 1:10.000 với lưới căn chỉnh theo hướng bắc từ thiên. Ký hiệu bản đồ do IOF chuẩn hóa và bất kỳ vận động viên nào cũng có thể đọc được không phụ thuộc vào trình độ hay tiếng mẹ đẻ.

### Hành trình

Ví dụ về cách hiển thị các điểm kiểm soát trên bản đồ định hướng

Mỗi giải định hướng cung cấp một loạt các hành trình, có độ khó khác nhau về thể chất và kỹ thuật, đáp ứng nhu cầu vận động viên. Hành trình định hướng được đánh dấu bằng màu tím sậm hoặc đỏ trên bản đồ. Ký hiệu tam giác dùng để chỉ điểm khởi đầu và đường tròn kép chỉ thị điểm kết thúc. Các đường tròn là các điểm kiểm soát.

#### Hạng tuổi
Tại các giải quốc tế, quốc gia hoặc giải lớn, hành trình được phân loại theo hạng tuổi (class), ví dụ M35 dành cho nam từ 35 tuổi trở lên. Những hạng yêu cầu khoảng cách và độ khó giống nhau sẽ hợp thành một nhóm hành trình, ví dụ: M60 thường sẽ chia sẻ hành trình với W50 và thường là với M65 và W55. Kết quả thường được tính theo hạng tuổi.

#### Dựa trên khả năng
Trong các giải nhỏ hơn, lộ trình được đưa ra dựa theo năng lực. Hoa Kỳ và Anh sử dụng mã màu để xác định độ khó các hành trình. Các hành trình ngắn và dễ dành cho người mới bắt đầu hoặc nhỏ tuổi, còn với hành trình yêu cầu kỹ thuật và thể lực sẽ dành cho những vận động viên định hướng có kinh nghiệm.

#### Hành trình cố định và các cuộc đua khác
Một số câu lạc bộ đặt ra các lộ trình cố định để cá nhân hoặc toàn câu lạc bộ tập luyện. Các điểm đánh dấu cố định không tiêu chuẩn dùng làm (điểm) kiểm soát và bản đồ thường chỉ mất phí là được công khai. Hành trình được thiết lập ở các khu vực công cộng và có thể bị hạn chế sử dụng, ví dụ: chỉ vào ban ngày. Các câu lạc bộ cũng tổ chức những cuộc đua không chính thức để luyện tập và huấn luyện.

### Điểm kiểm soát và bảng mô tả kiểm soát

Bảng mô tả kiểm soát (bằng hình ảnh). 'Opisy punktów' có nghĩa là 'Mô tả điểm'.

Điểm kiểm soát trên bản đồ có thể được xác định rõ ràng trên thực địa bằng các "cờ" trắng và cam.
Các đấu thủ sẽ nhận được "bảng mô tả kiểm soát" hoặc "bảng manh mối" mô tả chính xác đặc điểm và vị trí điểm kiểm soát, ví dụ như tảng đá, 5m, mạn bắc. Các mô tả sẽ ở dạng ký hiệu (hình ảnh) tuân theo Mô tả kiểm soát IOF (Control Descriptions) để dành cho những vận động viên có kinh nghiệm.

### Thẻ kiểm soát và hệ thống bấm

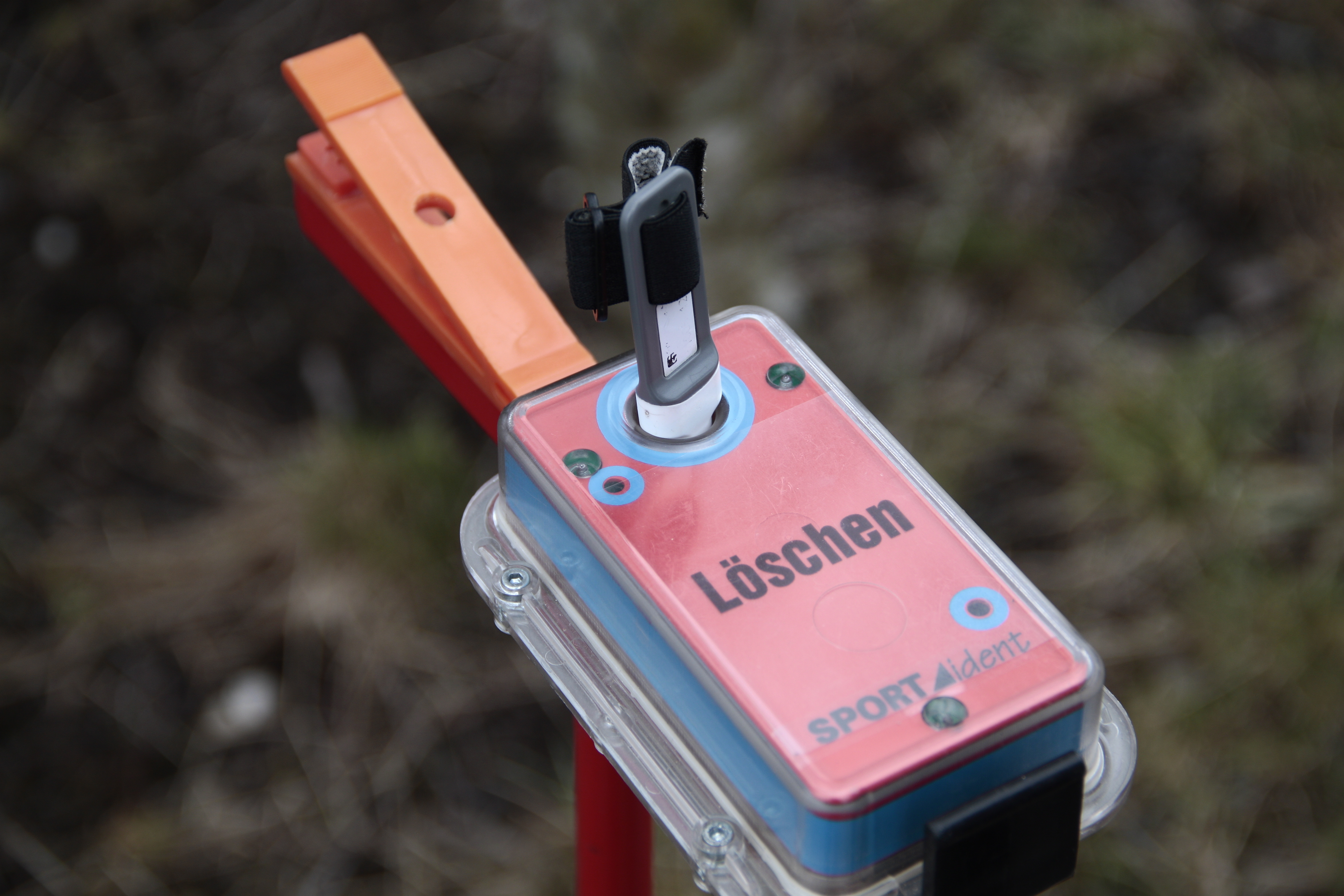
Trạm SportIdent với đầu bấm điện tử (lưu ý rằng bấm thường được đeo trên ngón tay) có gắn đầu kim dự phòng

Mỗi đấu thủ phải mang theo thẻ kiểm soát bằng giấy hoặc điện tử, xuất trình tại điểm Khởi đầu và nộp lại tại điểm Kết thúc. Tại các điểm kiểm soát, thẻ sẽ được đánh dấu lại để chứng tỏ đấu thủ đã hoàn thành lộ trình một cách chính xác. Ngày nay hầu hết cuộc đua đã dùng thẻ và đầu bấm điện tử nhưng thẻ giấy và đục lỗ kim vẫn được sử dụng rộng rãi.

### Kết quả
Người chiến thắng thường là đối thủ có thời gian nhanh nhất, nhưng cũng có thể sử dụng hệ thống tính điểm khác, ví dụ: đua tính điểm và Trail-O. Phần lớn các cuộc đua đưa ra kết quả tạm thời 'trong ngày' với kết quả sơ bộ trên Internet vào đêm hôm đó; kết quả cuối cùng sẽ được xác nhận sau đó vài ngày. Với bấm điện tử, kết quả có thể bao gồm khoảng thời gian giữa các điểm kiểm soát cũng như tổng hợp từng chặng. Các tham số này có thể hiển thị dưới dạng đồ họa (Progressograph) bằng phần mềm chuyên biệt.

### An toàn thi đấu
Mỗi thí sinh tự chịu trách nhiệm về an toàn của bản thân. Không có quy tắc nào nhưng cần tuân thủ hướng dẫn. Kiểm tra an toàn cơ bản gọi là stub check. Đấu thủ đưa thẻ stub ra tại điểm xuất phát và thẻ kiểm soát tại điểm đích. Ban tổ chức đối chiếu hai thẻ, thẻ stub chưa khớp sẽ cho thấy còn vận động viên còn thiếu. Việc này được thay bằng bấm điện tử và hoàn toàn có thể lọc ra được danh sách tất cả các đấu thủ đã bấm tại điểm xuất phát nhưng chưa tải xuống thẻ điện tử. Tất cả đấu thủ phải thông báo kết thúc dù cho có hoàn tất hành trình hay không.

### Trang phục cá nhân
Luật IOF 21.1 quy định rằng yêu cầu trang phục do cơ quan tổ chức quốc gia đưa ra và không đòi hỏi cụ thể gì. Luật Vương quốc Anh 10.1 yêu cầu phải che toàn thân: phải che được thân và chân. Ban tổ chức có thể cho phép mặc quần đùi (ví dụ như định hướng trong công viên hoặc đường phố). Tại Hoa Kỳ, luật A.34.1 cho phép các đấu thủ được tự do lựa chọn trang phục thoải mái nhất (không bắt buộc phải che kín chân) trừ khi được nêu cụ thể trong thông báo ban đầu.
Nhiều vận động viên sử dụng giày sản xuất đặc biệt cho môn định hướng. Giày này thường nhẹ, chắc chắn, đế cứng, đinh chống trơn trượt. Giày có mẫu cổ ngắn hoặc chùm kín mắt cá chân. Ngoài giày, có thể dùng ghệt hoặc tất dày giúp bảo vệ ống chân khỏi bị cây cỏ làm xây xát. Quần áo không đòi hỏi đặc biệt nhưng phải bền khó rách và thấm nước. Hầu hết quần áo chế riêng đều làm bằng polyamide hoặc vật liệu tương tự để bảo vệ cơ thể khi bị gai góc, cành cây cào hoặc vướng vào.

### Trang bị cá nhân

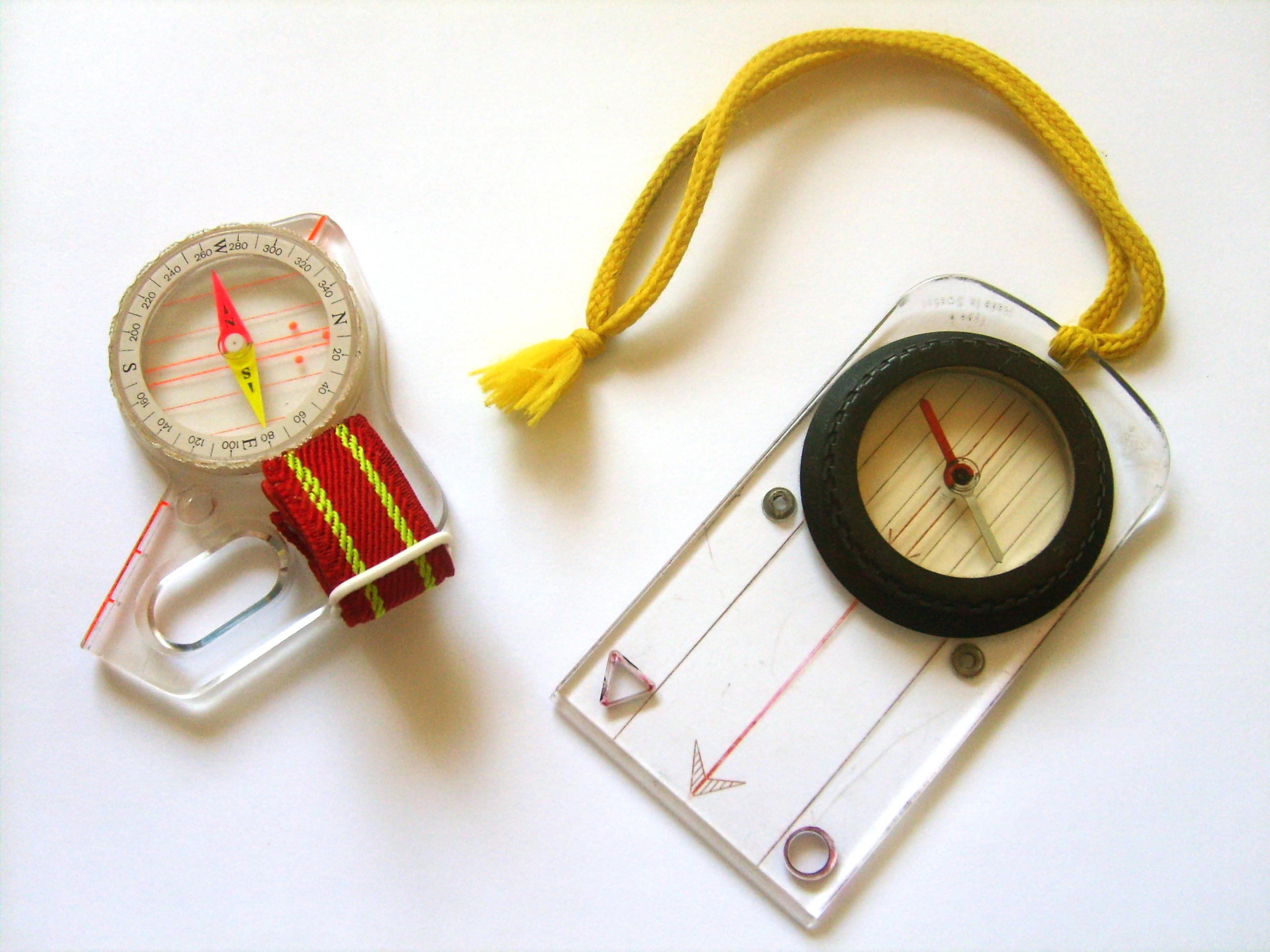
La bàn đeo ngón cái và la bàn thước đo góc

Trang bị cơ bản cần thiết để tham gia định hướng thường được liệt kê là la bàn và quần áo ngoài trời thích hợp. Hầu hết các liên đoàn quốc gia đều khuyến cáo nên mang theo còi để đảm bảo an toàn.
Các trang bị chuyên dụng thường gặp trong thi đấu:
- La bàn đeo ngón tay cái hoặc la bàn thước đo góc đeo cổ tay.
- Hộp đựng trong suốt để bảo vệ bản đồ, có thể do ban tổ chức cung cấp.
- Tay áo bằng nhựa trong suốt đeo trên cẳng tay để giữ các bảng mô tả kiểm soát.
- Một bảng bản đồ, được gắn cố định vào ghi đông hoặc đeo trên cánh tay hay buộc vào thân (chỉ dành cho MTB-O, Ski-O và ARDF).
- Luật IOF cấm sử dụng các công cụ hỗ trợ nhân tạo dùng để tham khảo trong suốt cuộc đua, gồm GPS và các thiết bị định vị điện tử khác (ARDF có thể cho phép tại một số giải). GPS được phép sử dụng để theo dõi và ghi lại nhật ký vị trí mà các đấu thủ không thể tiếp cận khi thi đấu, chủ yếu dùng để phân tích lựa chọn hành trình sau khi kết thúc hoặc cho khán giả có thể theo dõi trực tiếp.

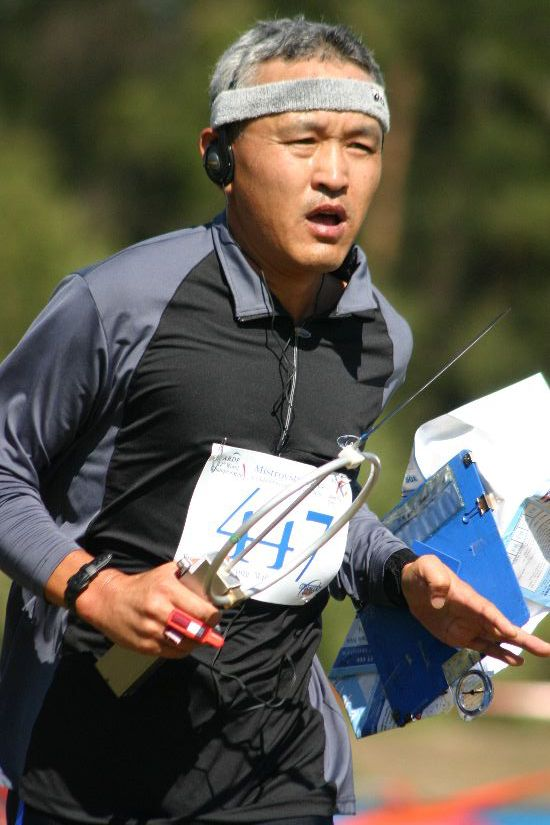
Vận động viên ARDF đeo bảng bản đồ trên cánh tay trái
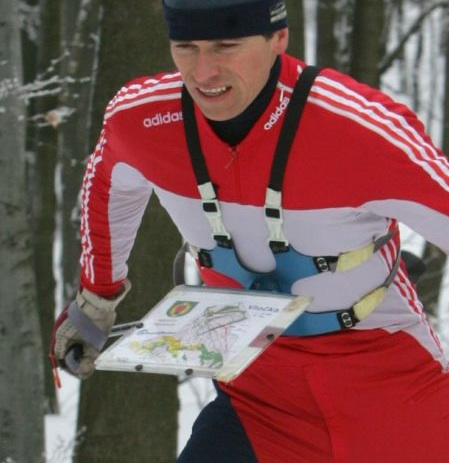
Trượt tuyết định hướng dùng dây nịt đeo bảng bản đồ vào thân mình phía trước
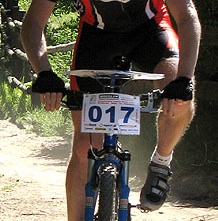
Xe đạp leo núi định hướng gắn bảng bản đồ trên ghi đông

## Hình thức thi đấu

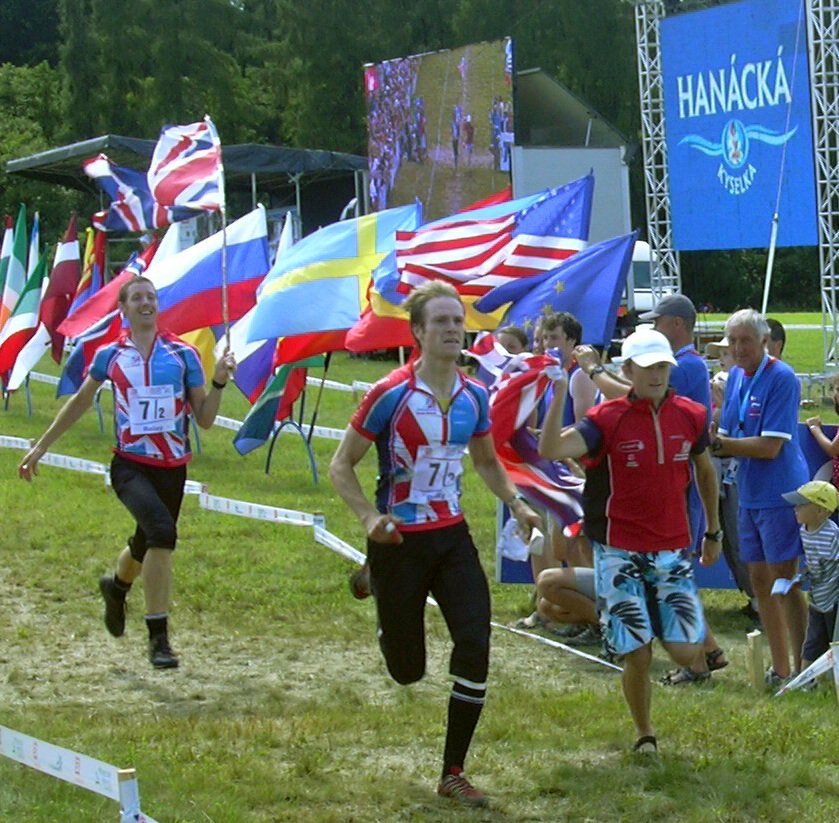
Người chiến thắng chạy định hướng tiếp sức vượt qua vạch, được đội mình cùng đến gia nhập

Ngoài phần thi cá nhân, hạng mục tiếp sức và đồng đội cũng đóng vai trò quan trọng trong các môn định hướng. Trong cuộc đua tiếp sức, một đội thường gồm ba đến năm người hoặc nhiều hơn, lần lượt chinh phục các chặng khác nhau. Khác với tranh đua cá nhân, chạy tiếp sức thường xuất phát đồng loạt, vì kết quả của từng vận động viên trên từng chặng là khác nhau nên xuất phát nên xuất phát sau sẽ không có vấn đề gì.
Trong thi đấu đồng đội, một đội thường bao gồm ba đến bốn vận động viên. Thường cả đội đều xuất phát cùng lúc, nhưng sau đó tách nhau ra để xử lý các yêu cầu không theo một trình tự cố định. Có những yêu cầu bắt buộc cho cả đội, nhưng cũng có điều kiện chỉ một thành viên đạt được là đủ. Vì chỉ thời gian hoàn thành của người cuối cùng mới quyết định kết quả chung cuộc nên chiến lược khi phân chia nhiệm vụ của mỗi đội là rất quan trọng.
Ngoài ra còn có rất nhiều các hình thức huấn luyện định hướng khác nhưng hiếm khi được đưa vào thi đấu. Ví dụ, "bản đồ giản lược" không ghi rõ lộ trình mà chỉ có các đường viền hoặc các dải hẹp dọc theo lộ trình, hay chỉ hiển thị một phần rất nhỏ quanh điểm kiểm soát. Một dạng cực khó của bản đồ giản lược là chỉ cho biết vị trí của điểm kiểm soát và người chơi chỉ được định hướng bằng la bàn. Trong "định hướng ghi nhớ", người chơi chỉ có một mảnh bản đồ nhỏ từ điểm kiểm soát này đến điểm tiếp theo, do đó buộc phải ghi nhớ toàn bộ hành trình.
Định hướng ban đêm liên quan đến việc chạy trong bóng tối với đèn pin hoặc đèn pha, đặc biệt yêu cầu khả năng định hướng tốt. Một số quốc gia còn tổ chức giải vô địch định hướng ban đêm. Định hướng tính điểm yêu cầu người chơi phải "thu thập" một số vật dụng trong khoảng thời gian nhất định, thường là hình thức huấn luyện ở Châu Âu, nhưng đồng thời là hình thức thi đấu rogaining ở Úc. Châu Âu cũng có các hình thức định hướng đường dài, diễn ra nhiều ngày ở vùng núi cao, nên người chơi phải mang ba lô cùng trang thiết bị để qua đêm ngoài trời, và thường là thi đấu theo cặp hoặc đồng đội.
Ngoài chạy định hướng, các môn khác sẽ cần đến công cụ hỗ trợ di chuyển đặc trưng của từng môn. IOF tổ chức trượt tuyết định hướng và xe đạp leo núi định hướng, hay định hướng đường mòn dành cho cả các vận động viên khuyết tật ngồi xe lăn tham gia. Ngoài ra còn có chèo thuyền định hướng, hay lặn định hướng và cưỡi ngựa định hướng. Trong môn Du lịch quá giang, người tham gia có thể đi nhờ xe giữa các điểm kiểm soát theo bất kỳ chiều nào.

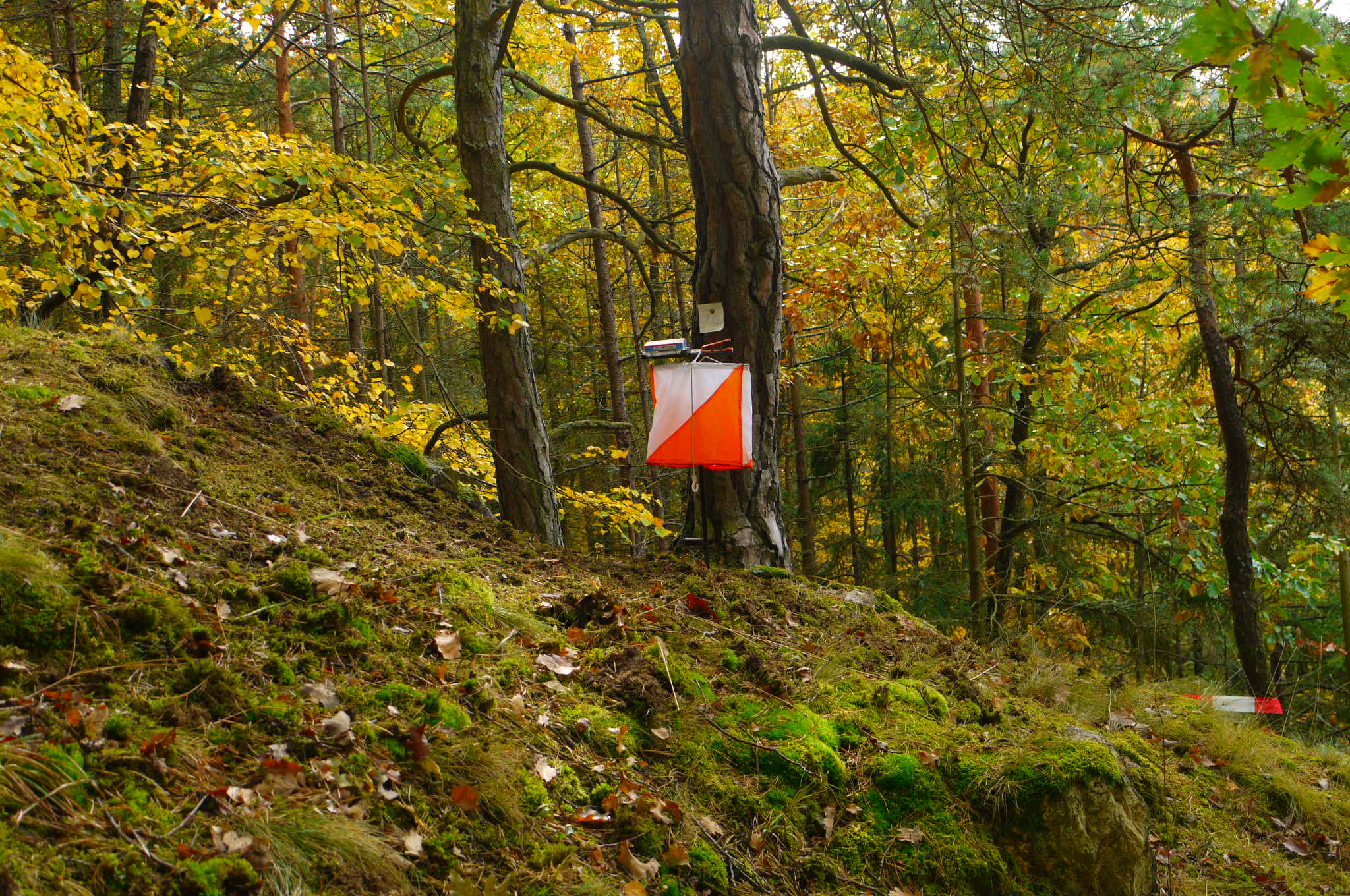
Điểm kiểm soát

## Thế vận hội
Các nỗ lực từ năm 1996 nhằm thúc đẩy việc thể thao định hướng vào Thế vận hội cho đến nay chưa thành công. Nhưng định hướng đã có mặt trong Đại hội Thể thao Thế giới 2001 cũng như trong Thế vận hội cho người khiếm thính (Deaflympics). Những người ủng hộ nhận thấy môn thể thao này khó thu hút truyền hình cũng như khán giả, địa điểm thi đấu thường xa các thành phố lớn và thời gian thi đấu kéo dài hơn hầu hết các cuộc thi cá nhân khác. Nỗ lực phát triển một định dạng phù hợp với thi đấu Thế vận hội đã tập trung vào định hướng công viên, định hướng vi mô và tiếp sức cự ly ngắn. Chạy định hướng ngắn là môn thể thao có nhiều khả năng được đưa vào Thế vận hội vì sự phổ biến gia tăng trên toàn thế giới và có thể thu hút được sự quan tâm của khán giả. "IOF cam kết bước vào Thế vận hội" là khẩu hiệu thể hiện quyết tâm thường thấy.
Năm 1998, mặc dù không phải là thể thao biểu diễn chính thức, một giải trượt tuyết định hướng quốc tế đã được tổ chức tại Sugadaira Kōgen, Nhật Bản, nằm trong Lễ hội Văn hóa Quốc tế liên kết với Thế vận hội Mùa đông lần thứ XVIII ở Nagano. Năm 2002, IOF kiến nghị với Ủy ban Olympic Quốc tế (IOC) đưa vào môn trượt tuyết định hướng vào Thế vận hội Mùa đông 2006, với ý định chia sẻ địa điểm thi đấu với nội dung Hai môn phối hợp. Trong trả lời chính thức không đưa trượt tuyết định hướng vào chương trình thi đấu, Ủy ban Chương trình Thế vận hội nhấn mạnh vào hiện trạng thiếu vận động viên tham gia môn thể thao này bên ngoài các nước Bắc Âu, "trở ngại cho truyền hình và khán giả theo dõi" và chi phí liên quan đến công nghệ và hệ thống kết quả mới. Năm 2005, IOC xác nhận đang xem xét đưa trượt tuyết định hướng vào chương trình Thế vận hội Mùa đông 2014. Ngày 28 tháng 11 năm 2006, Ban điều hành IOC quyết định không thêm bất kỳ môn thể thao mới nào từ tiến trình xét duyệt này.

## Giải vô địch Định hướng Thế giới
Giải vô địch Định hướng Thế giới (World Orienteering Championships - WOC) là giải đấu thường niên do IOF tổ chức. Giải vô địch thế giới đầu tiên được tổ chức tại Fiskars, Phần Lan vào năm 1966, tiếp theo là hai năm một lần đến năm 2003 (ngoại trừ năm 1978 và 1979). Từ năm 2003, giải được được tổ chức hàng năm.
Nội dung Giải vô địch Định hướng Thế giới luân phiên 2 năm một lần, chạy ngắn định hướng vào các năm chẵn còn năm lẻ tổ chức định hướng trong rừng. Tính đến  năm 2019, khi áp dụng kiểu huy chương theo khuôn mẫu Thế vận hội, Châu Âu chiếm ưu thế với quốc gia thành công nhất là Thụy Điển giành tổng cộng 171 huy chương.

## Thể thao đại chúng
Thể thao định hướng thường có ít khán giả theo dõi còn người tham gia lại đông hơn. Nguồn tài chính để tổ chức là hạn hẹp, do không hấp dẫn truyền thông và liên kết quảng cáo không hiệu quả do thi đấu trong môi trường tự nhiên. Nhưng ở mặt tích cực, định hướng dành cho mọi lứa tuổi có cơ hội để tham gia. Do áp dụng phân hạng tuổi cũng như cung cấp lộ trình thích hợp, đây có thể coi là những môn thể thao đặc biệt thích hợp cho cả gia đình cùng tham gia.

## Nghiên cứu ký hiệu học
Khi ở ngoài trời, việc tìm đường là rất quan trọng. Khi thăm thú Vườn quốc gia hoặc các vùng đất hoang dã khác, mọi người cần biết đường và lối đi. Thiên nhiên thì thay đổi theo thời gian. Cây cối mọc lên hoặc đổ xuống, cháy rừng và lũ lụt có thể xảy ra. Do đó, biển báo và các điểm đánh dấu môi trường cũng cần phải thay đổi. Trong một nghiên cứu, các nhân viên của Công viên Quốc gia đã yêu cầu 36 người tham gia suy nghĩ tường tận khi đi qua công viên, đọc bản đồ và giải thích các biển báo. Các nhà nghiên cứu phân tích và xem xét ý kiến của những người tham gia để đánh giá thiết kế và vị trí biển báo. Điều này giúp đội ngũ nhân viên hiểu cách cải thiện biển báo để những người đi bộ cảm thấy dễ dàng định hướng hơn. Người mới tập có thể không thể hiểu nổi các ký hiệu không có chữ như blaze (đuốc), cairn (ụ tháp) và duck (vịt).
Những nghiên cứu khác tập trung vào cách người mới giải quyết các yêu cầu định hướng. Một nghiên cứu cần 8 tình nguyện viên đi bộ. Một nửa vừa đi vừa ghi âm, nửa còn lại kể lại những gì họ thấy và trải nghiệm trong suốt chuyến đi. Những người đi bộ đường dài mô tả các hoạt động định hướng của mình và đề xuất cách hướng dẫn và thực hành về định hướng.
Vấn đề trọng tâm là kỹ năng đọc bản đồ và nắm được tính không chính xác của bản đồ khi thu nhỏ tỷ lệ một khu vực thực địa thành một điểm trừu tượng duy nhất. Những vận động viên đi bộ đường dài không quen về định hướng thường thiếu những kỹ năng và hiểu biết này. Ngoài ra, có rất nhiều loại bản đồ nên cần phân biệt sự khác biệt giữa chúng, loại nào phù hợp nhất để tham gia định hướng, ngoài ra các vấn đề cụ thể hay gặp như tỷ lệ bản đồ và độ từ thiên.
Ký hiệu học là công cụ quan trọng để nâng cao hiểu biết về bản đồ và cách tìm đường trong các hoạt động ngoài trời. Địa hình học và các ký hiệu về nước, cây cối, đất công hay tư nhân,... đều là những dấu hiệu quan trọng để đọc bản đồ, định hướng và tìm đường trong môi trường hoang dã. Ký hiệu bản đồ cần đơn giản, dễ hiểu và đáp ứng tiêu chuẩn bản đồ học chuyên nghiệp. Ký hiệu học hoạ hình giúp hiểu được ký hiệu dùng trong các loại bản đồ khác nhau như quả địa cầu, bản đồ địa hình và hoạt họa. Ký hiệu học họa hình cũng bao gồm việc nghiên cứu giải pháp, ghi chú và đơn vị đo bản đồ học giữa các điểm.